# Jelena Valerijevna Milašinová
Jelena Valerijevna Milašinová (rusky Елена Валерьевна Милашина; * 28. října 1977, Dalněgorsk, Přímořský kraj, SSSR) je ruská lidskoprávní aktivistka a investigativní novinářka, pracující pro ruský opoziční deník Novaja gazeta (rusky Новая газета).

## Životopis
Narodila se dne 28. října 1977 v Dalněgorsku v Přímořském kraji, ve východní části Ruské federace.
V roce 2006 byl na Milašinovou v souvislosti s její novinářskou činností spáchán atentát v Beslanu. V roce 2012 byla brutálně zbita v ulicích Moskvy, krátce poté co předtím napsala o nelegálním obchodu s drogami pod hlavičkou ruské Federální služby pro kontrolu narkotik (FSKN).

### Porušování lidských práv na Kavkaze

#### Polygamie a sňatky s nezletilými v Čečensku (2015)
V květnu roku 2015 upozornila svojí investigativní činností na čečenského policistu, Nažuda Gučigova (rusky Нажуд Гучигов), který se nejenom oženil v rozporu s ruskými zákony s nezletilou dívkou, Lujzou Gojlabijevovou (rusky Луиза Гойлабиева), která měla býti navíc ke sňatku donucena, nýbrž také porušil zákon zakazující polygamii. Následně jí bylo zato vyhrožováno z čečenské strany smrtí.

#### Postavení homosexuálů v Čečensku (2017)
Za svoje články o pronásledování, zatýkání a vraždění homosexuálů v Čečensku za úřadování prezidenta Ramzana Kadyrova, uveřejněné v roce 2017 v deníku Novaja gazeta, musela opakovaně čelit výhrůžkám.

### Výhrůžky smrtí a napadení
V únoru 2022 Milašinová opustila zemi kvůli výhrůžkám smrtí od čečenského vládce Ramzana Kadyrova v souvislosti s informováním o čečenských vraždách bez soudu nebo o případu bývalého soudce čečenského nejvyššího soudu Sajdiho Jangulbajeva, který ztratil Kadyrovy sympatie.
V červenci 2023 přiletěla společně s advokátem Alexandrem Nemovem do Grozného na vynesení rozsudku nad Zarenou Musajevovou, ženou čečenského soudce v exilu, která byla čečenským komandem unesena a soudy odsouzena, zatímco její příbuzní se ztratili údajně beze stopy. Během jízdy taxíkem však oba byli napadeni, když taxík zastavily tři vozy s ozbrojenými útočníky. Kromě zničení techniky došlo i k brutálnímu fyzickému napadení.
| „                             | „Nemov stěží hovoří a hýbe se, Milašinové zlámali prsty a pravidelně ztrácí vědomí. Má podlitiny po celém těle, oholili jí hlavu a celou ji polili zeleným barvivem.“ | “ |
| — BBC s odvoláním na Memorial | |   |

| „                   | „Klasický únos jako kdysi. Jen takový už dlouho nebyl. Zatlačili nás, vyhodili taxikáře z auta, nastoupili, ohnuli nám krky, svázali mi ruce, nutili mě klečet, přiložili mi pistoli k hlavě. Nějak to všechno dělali nervózně.“ | “ |
| — Jelena Milašinová | |   |

Na napadení reagoval i Vladimir Putin, který prostřednictvím svého mluvčího Dmitrije Peskova vzkázal, že „tento vážný útok vyžaduje energická opatření“. Dříve na četné útoky podobného charakteru na novináře přitom Vladimir Putin vůbec nereagoval a spíše se objevovala podezření, že je sám objednával. Útok odsoudil Vladimir Solovjov, šéf svazu novinářů a šéf výboru pro informační politiku Rady federace, horní komory ruského parlamentu, Alexej Puškov, volal po zapojení federální kriminální ústředny a generální prokuratury do vyšetřování.